# Emanuele Asti
Emanuele Asti (Udine, 21 dicembre 1974) è un cantante, compositore e produttore discografico italiano.
Dalla seconda metà degli anni novanta entra infatti con diversi singoli nelle classifiche di vendita ufficiali in Italia e all'estero
Per il suo progetto Playahitty  compone ad esempio i tormentoni estivi "The Summer Is Magic" e "1-2-3! (Train With Me)", al top delle classifiche internazionali con numerosi dischi di platino e milioni di copie vendute.  Entrambi i brani vengono mixati da Alex Bagnoli.
Nello stesso periodo, pur continuando a scrivere e produrre canzoni molto commerciali per il progetto Playahitty, crea in parallelo anche vari brani dance di buon successo internazionale con diversi progetti, come The Party di Cisky, Crisia di U4EA e Infinity '97' di B-Project, quest'ultimo suonato nei club di tutta Europa e ritenuto erroneamente opera di BBE. Collabora inoltre con DJ Cerla per realizzare il singolo Because
Dopo pochi anni, all'inizio del 2000, sempre insieme ad Alex Bagnoli, dà vita al progetto Angie Law realizzando il singolo Desire. Esattamente un anno dopo, nella primavera del 2001, è la volta di Electropump con Do You Like Brahms e, dopo qualche mese, del progetto Replicas, che nell'estate 2001 pubblica This Is My Sound. Nell'estate 2002 esce il progetto XXX con il brano You Are My Music. Molti di questi singoli vengono pubblicati in tutta Europa dalle "major" internazionali e programmati anche dai network radio
Nella primavera del 2002 nasce il progetto Yeats, importante collaborazione con lo storico gruppo dei Marillion, con il quale è coautore e cantante del primo successo Everything's Allright, Top 10 in tutti i network radiofonici e nei club, che contiene il sample del brano "Kayleigh".  Con lo stesso progetto, un anno dopo, nell'estate del 2004, pubblica il brano On Anon
Nell'autunno 2004 dà inizio al progetto D3D4 cantando e producendo un cover del brano I Get Around dei Beach Boys  che ottiene un buon successo nei club in Francia e rimane per molte settimane ai vertici delle classifiche dance d'oltralpe. Ma è nell'estate del 2005 che il progetto D3D4 raggiunge notorietà anche in Italia, quando esce il brano di sua composizione intitolato Sun Fun, che si candida come una delle hit più ballate dell'estate; il brano segue lo stesso stile di quello precedente (ovvero l'electro dance), ma presenta anche una melodia al sintetizzatore dal suono tipico dell'acid house. A dicembre del 2005, sempre sotto il nome di D3D4 e con lo stesso stile musicale, esce You Shook Me All Night Long, cover dell'omonimo brano degli AC/DC.
Estate 2008 produce The Summer Is Magic 2008 pubblicato in tutto il mondo, top 30 di vendita singoli in Olanda, ai primi posti nelle classifiche di diffusione nei club in Francia, Paesi Bassi e vari paesi nonché musica dello spot Nesfrappe' in Sudamerica
Dal 2009, oltre a proseguire con nuovi brani e progetti tipicamente pop dance- quali ad esempio  It's Ok di Juggsout!, che nel 2011-2012 ottiene un buon riscontro radiofonico in Italia - Asti collabora nella creazione di brani in lingua italiana, principalmente per artisti di talent show televisivi tra i quali Amici di Maria De Filippi ed X Factor.
Scrive ad esempio musica e testi di alcuni brani per Valerio Scanu, tra cui il brano "Cancellalo Amore", realizzato con Mika e Desmond Child. L'album, dal titolo Valerio Scanu, ottiene in breve tempo il disco d'oro.
Suoi anche i brani "Amami O Uccidimi" e "Dentro di Te", cantati da Davide Flauto, il secondo dei quali, prodotto con Dado Parisini e Mario Lavezzi, viene incluso nella compilation 9 e raggiunge così i primi posti nelle classifiche ufficiali di vendita in Italia
Nell'estate 2016 produce Herplay feat. Limmona "Into the Night", singolo dance-pop che viene licenziato in tutta Europa da Scorpio Music France ed ottiene un buon riscontro radiofonico soprattutto in Spagna
Nel 2020 collaborazione con Achille Lauro e Massimo Pericolo nell'album 1990 che raggiunge la posizione numero 1 in classifica ed ottiene il disco d'oro